# Rhadinothamnus
Rhadinothamnus är ett släkte av vinruteväxter. Rhadinothamnus ingår i familjen vinruteväxter.
Kladogram enligt Catalogue of Life:
| Rhadinothamnus | \| \| Rhadinothamnus anceps \| \| \| \| \| \| Rhadinothamnus euphemiae \| \| \| \| \| \| Rhadinothamnus rudis \| \| \| \| |
|                | \| \| Rhadinothamnus anceps \| \| \| \| \| \| Rhadinothamnus euphemiae \| \| \| \| \| \| Rhadinothamnus rudis \| \| \| \| |
|                | Rhadinothamnus anceps |
|                | |
|                | Rhadinothamnus euphemiae                                                                                                  |
|                | |
|                | Rhadinothamnus rudis |
|                | |